# Huaycama (Ambato)
Huaycama es una localidad argentina de la provincia de Catamarca, dentro del Departamento Ambato.

## Población
Cuenta con 170 habitantes (Indec, 2001), lo que representa un incremento del 19,71% frente a los 142 habitantes (Indec, 1991) del censo anterior.
- Datos: Q5574212